# Општина Махмудија (Тулћа)
Махмудија (рум. Mahmudia) општина је у Румунији у округу Тулћа.
Oпштина се налази на надморској висини од 15 m.